# حزب مردم پاکستان
حزب مردم پاکستان (به اردو: پاکستان پیپلز پارٹی، به انگلیسی پاکستانی: Pakistan Peoples Party، که معمولاً با علامت اختصاری PPP شناخته می‌شود) یکی از احزاب چپ‌گرای سوسیالیستی دموکراتیک و ترقی‌خواه سکولار در کشور پاکستان است و مرکز آن در استان جنوبی سند پاکستان قرار دارد. حزب عضو اتحادیهٔ انترناسیونال سوسیالیستی است. این حزب از زمان تاسیسش در ۱۹۶۷، یک نیروی مهم چپ‌گرا در کشور بوده‌است که توسط خاندان بوتو اداره می‌شود. معروف‌ترین رهبر حزب، بی‌نظیر بوتو، اولین زنی بود که در یک کشور با اکثریت مسلمان به ریاست دولت رسید.
در آغاز، جمعی از کمونیست‌های حزب کمونیست پاکستان و سوسیالیست‌های حزب سوسیالیست پاکستان گرد آمدند و حزب را تأسیس کردند و در یک رای‌گیری، ذوالفقار علی بوتو را به ریاست حزب برگزیدند. سپس برنامهٔ چپ‌گرایانهٔ سوسیالیستی برای حزب تدوین شد که در جامعهٔ مدنی پاکستانی بسیار موفق و مورد استقبال شد و در قیاس با برنامه‌های پیشین حزب کمونیست پاکستان، مردم به برنامه‌های حزب مردم اقبال بیش‌تری نشان دادند. از آن زمان، حزب مردم پاکستان به عنوان یک حزب سوسیالیستی دموکراتیک با سیاست سکولار شناخته می‌شد. در زمان دولت بی‌نظیر بوتو نیز حزب به اجرا کردن برنامه‌های سوسیالیستی تلاش کرد؛ ولی بعداً حزب در سیاست‌های اقتصادی‌اش چرخشی به سمت اقتصاد بازار و لیبرالیسم اقتصادی کرد.